# Коленцовское
Коленцовское (укр. Коленцівське) — село, входит в Иванковский район Киевской области Украины. Расположено на левом берегу реки Тетерев.
Население по переписи 2001 года составляло 45 человек. Почтовый индекс — 07203. Телефонный код — 4591. Занимает площадь 0,53 км². Код КОАТУУ — 3222080303.

## Местный совет
07261, Київська обл., Іванківський р-н, с. Блідча